# Marcin Mrozowicki
Marcin Mrozowicki herbu Prus III (ur. ok. 1651, zm. po 1688) – cześnik buski, podstoli grabowiecki, elektor 1669.

## Życiorys
Syn Jerzego, sekretarza królewskiego i pisarza ziemskiego halickiego oraz Jadwigi z Oleśnickich herbu Radwan, sędzianki bełskiej, urodził się około 1651 r., zmarł po 1688 r. Wziął udział w elekcji Michała Korybuta Wiśniowieckiego w 1669 r. z ziemią halicką. Od 1695 r. pełnił urząd cześnika buskiego, był również podstolim grabowieckim (Kasper Niesiecki uważał go za podstolego halickiego).
Ożeniony z Heleną z Baworowskich herbu Prus II, córką Mikołaja i Barbary Kopycińskiej herbu Kopacz, starościanki petrykowskiej, pozostawił czworo dzieci: Aleksandra, podstolego bracławskiego, Konstancję, zamężną za Aleksandrem Krosnowskim herbu Junosza, stolnikiem gostyńskim, Mikołaja oraz Stanisława, skarbnika lwowskiego. Po śmierci Mrozowickiego wdowa poślubiła 2v. Andrzeja Kakowskiego herbu Kościesza, cześnika trembowelskiego i 3v. N Porczyńskiego herbu Jastrzębiec.

## Wywód przodków
| 4. Jan Mrozowicki        |  |                      |  |  |                      |
|                          |  | 2. Jerzy Mrozowicki  |  |  |                      |
| 5. Zofia Raszowska       |  |                      |  |  |                      |
|                          |  |                      |  |  | 1. Marcin Mrozowicki |
| 6. Łukasz Oleśnicki      |  |                      |  |  |                      |
|                          |  | 3. Jadwiga Oleśnicka |  |  |                      |
| 7. Katarzyna Podfilipska |  |                      |  |  |                      |
|                          |  |                      |  |  |                      |